# Желязна гвардия
Легионът на Архангел Михаил или Желязната гвардия (на румънски: Garda de fier, Legiunea Arhanghelului Mihail), е румънска крайнодясна , антикомунистическа и клерикалнонационалистическа партия и движение, изповядваща православен фундаментализъм. Създадена е от Корнелиу Кодряну през ноември 1927 година. Партията съществува до ранните етапи на Втората световна война. Основният център на младежкото движение е Теологическият факултет на Букурещкия университет. Смятана е за антисемитска организация, чиято идеология достига до искането за въвеждане на „държавен антисемитизъм“.
Създадена е под името Легион на Архангел Михаил от Кодряну и е ръководена от него до смъртта му в 1938 година. В 1930 година Кодряно организира Желязната гвардия като паравоенна част от Легиона на Архангел Михаил, като постепенно това име започва да се използва за цялата организация.